# Phycus angustifrons
Phycus angustifrons är en tvåvingeart som beskrevs av Lyneborg 2003. Phycus angustifrons ingår i släktet Phycus och familjen stilettflugor.
Artens utbredningsområde är Thailand. Inga underarter finns listade i Catalogue of Life.